# Poslední odpověď
Poslední odpověď (anglicky „The Last Answer“) je krátká vědeckofantastická povídka spisovatele Isaaca Asimova, která vyšla poprvé v lednu 1980 v časopise Analog Science Fiction and Fact. Byla následně zařazena do povídkových sbírek, např. The Winds of Change and Other Stories (1983), The Best Science Fiction of Isaac Asimov (1986) a Robot Dreams (1986). Česky vyšla např. ve sbírce Sny robotů (1996).

## Postavy
- Murray Templeton – fyzik
- Hlas

## Děj
Fyzik ateista Murray Templeton umírá na infarkt. Jeho vědomí je zachováno zatímco fyzické tělo je mrtvé. V neurčitém prostoru vnímá Hlas, který k němu promlouvá. Templeton se táže, zda mluví k Bohu, ale Hlas mu prozradí, že je entitou nekonečně složitou, která má možnost uchovávat vědomí vybraných lidí i po jejich smrti. Templeton teď bude existovat věčně a jeho úkolem bude bádat a pátrat nad něčím zajímavým. Nad tím, co Hlas ještě nevyzkoumal. Templeton po určité konverzaci přijde na to, že bude chtít Hlas zničit. Sám se děsí představy nekonečné existence a uvědomí si, že entita, která je věčná touží po jediné věci – po konci. Hlas mu to schválí.

## Česká vydání
Česky vyšla povídka v následujících sbírkách nebo antologiích:
Pod názvem Poslední odpověď:
- Sny robotů (Knižní klub 1996; Mustang 1996)[1]
- Rychlý jako gepard a řvoucí jako lev (Classic, 1994)